# Arquidiocese de Nidaros
A Arquidiocese de Nidaros (em latim: Archidioecesis Nidrosiensis; em norueguês: Nidaros Erkebispedømme) foi uma circunscrição eclesiástica da Igreja Católica da Noruega que existiu durante a Idade Média. Hoje em dia, a cidade norueguesa, que mudou seu nome para Trondheim, é sede da Prelazia Territorial de Trontêmio.

## História
A Diocese de Nidaros foi erigida em 1030. Por volta de 1070 iniciou-se a construção da catedral, que foi dedicada à Santíssima Trindade, que foi finalizada no final do século XIII. Em 1104 tornou-se parte da província eclesiástica da Arquidiocese de Lund. Em 1153 foi elevada à categoria de arquidiocese metropolitana.
Após a Reforma Protestante, a arquidiocese foi suprimida em 1537, sendo que antes, o território de sua província eclesiástica incluía as seguintes dioceses sufragâneas: Oslo, Bergen, Stavanger, Hamar, Ilhas Feroé, Skálholt, Hólar e Garðar. Até 1472 também eram parte as dioceses Diocese de Órcades.
Seu último arcebispo católico foi Olav Engelbrektsson.